# 栃内新
栃内 新（とちない しん、1951年1月7日 - ）は、日本の生物学者。専門は多様性生物学、北海道大学元教授。

## 人物
北海道札幌市生まれ、北海道大学理学部卒業後、同大大学院に進学、理学部助手、講師を経て、同大学院理学研究院教授。理学博士。2016年4月特任教授退職。同大の科学技術コミュニケーター養成ユニットのスーパーバイザーも務める。

## 所属学会
- 日本動物学会
- 発生生物学会
- 日本比較免疫学会
- 国際発生生物学会

## 親族
- 父 栃内和男 小学校校長、北海道ローマ字研究会会長、札幌資料館勤務。 ローマ字の普及と北海道、札幌の郷土研究に尽力した。2008年没[2][3]。
- 父の従兄弟 栃内忠男 洋画家[4]

## 主な研究テーマ
- クシクラゲのbrachyury遺伝子から見た後生動物の進化
- ミジンコにおける捕食者により誘導される表現型多型
- ミジンコの単為生殖および有性生殖の切り換えメカニズム
- メダカの神経分化・脳形成とmicroRNAの働き
- ミステリークレイフィッシュの単為生殖機構
- ヤマトヒメミミズの再生と生殖
- アフリカツメガエルの再生

## メディア出演
- 日本テレビ系『世界一受けたい授業』(2009年5月16日放送) ヒトの進化とそれにまつわる病気について[5]
- NHK教育『サイエンスZERO』(2005年3月26日放送) 脳神経再生に挑む

## 著書

### 単著
- 『進化から見た病気「ダーウィン医学」のすすめ』(講談社ブルーバックス、2009年)

### 共著
- 左巻健男 共著『新しい高校生物の教科書』(講談社ブルーバックス、2006年)